# آندره‌آ لوکتا
آندره‌آ لوکتا (به ایتالیایی: Andrea Lucchetta) (زاده ۲۵ نوامبر ۱۹۶۲ در ترویزو) بازیکن سابق تیم ملی والیبال ایتالیا است. لوکتا در حال حاضر مدیر برنامه‌های تلویزیونی، کارشناس و گزارشگر شبکه‌ها و رادیوهای معتبر اروپایی از جمله شبکه رادیو تلویزیونی رای و شبکه دیزنی است. لوکتا از بازیکنان نسل طلایی والیبال ایتالیا است و نام مستعار او دیوانه خوش شانس است. او با تیم ملی ایتالیا به مدال برنز المپیک ۱۹۸۴ دست یافت و در قهرمانی والیبال جهان ۱۹۹۰ به عنوان باارزش‌ترین بازیکن رسید.

## باشگاهی
آندره سابقه بازی در تیم‌های سیسلی ترویزو، مودنا، گونزاگا میلان، کونئو و رم را در کارنامه دارد.